# Ojciec wszystkich bomb
„Ojciec wszystkich bomb” (ros. Папа всех бомб; ang. Father of All Bombs, FOAB) – potoczne określenie rosyjskiej tzw. „lotniczej bomby próżniowej zwiększonej mocy” (ros. авиационная вакуумная бомба повышенной мощности; АВБПМ, pol. AWBPM). Jest to bomba paliwowo-powietrzna, która według rosyjskich danych ma czterokrotnie większą moc niszczącą od największej do tej pory bomby konwencjonalnej, amerykańskiej GBU-43/B MOAB, określanej potocznie jako „matka wszystkich bomb”. Pierwszy oficjalny test tej broni odbył się 11 września 2007.
Według źródeł rosyjskich wybuch bomby AWBPM stanowi odpowiednik wybuchu 44 ton TNT, a wykorzystano w niej 7,8 tony materiału wybuchowego w postaci mieszaniny sproszkowanego aluminium, azotanu amonu i tlenku etylenu wytworzonej przy użyciu nanotechnologii.
W czasopiśmie „Wired” krytyczne opinie nt. AWBPM przedstawili analitycy ds. obronności z USA. Uważają oni, że bomba jest niefunkcjonalna jako uzbrojenie i ma jedynie o połowę większą moc od tzw. MOAB, a nie – jak mówią przedstawiciele SZ FR – czterokrotnie większą. Poza tym uważają, że nie jest to bomba nowego projektu. Dla porównania siła wybuchu amerykańskiej MOAB to odpowiednik 11 ton TNT, a zawiera ona 8 ton materiału wybuchowego.
Według komentarzy rosyjskich „jest [ona] tak silna jak ładunki atomowe”, choć np. w porównaniu do bomby atomowej Little Boy, która zniszczyła Hiroszimę, ma tylko ok. 0,3% jej mocy wybuchowej.